# Nazi Abad
Nazi Abad est un quartier du sud-est du centre-ville de Téhéran. Le quartier compte 750,000 habitants. 

## Origine du nom
Dans le passé, dans cet endroit de Téhéran, il y avait un village appelé Nazabad. On raconte que ce quartier a été acheté par Nasser al-Din Shah pour l'un de ses serviteurs nommé Nazkhatun. Nasser al-Din Shah a construit un palais pour Nazkhatun à cet endroit, qui est devenu plus tard un parc. Avec l'ajout de ce quartier au sud de Téhéran en 1334 (du calendrier persan), le nom du quartier de Nazkhatoun est devenu "Nazabad" puis "Naziabad".

## Personnalités
C'est dans ce quartier qu'est né le joueur de football iranien Amir Ghalenoei.